# Trekantsparken

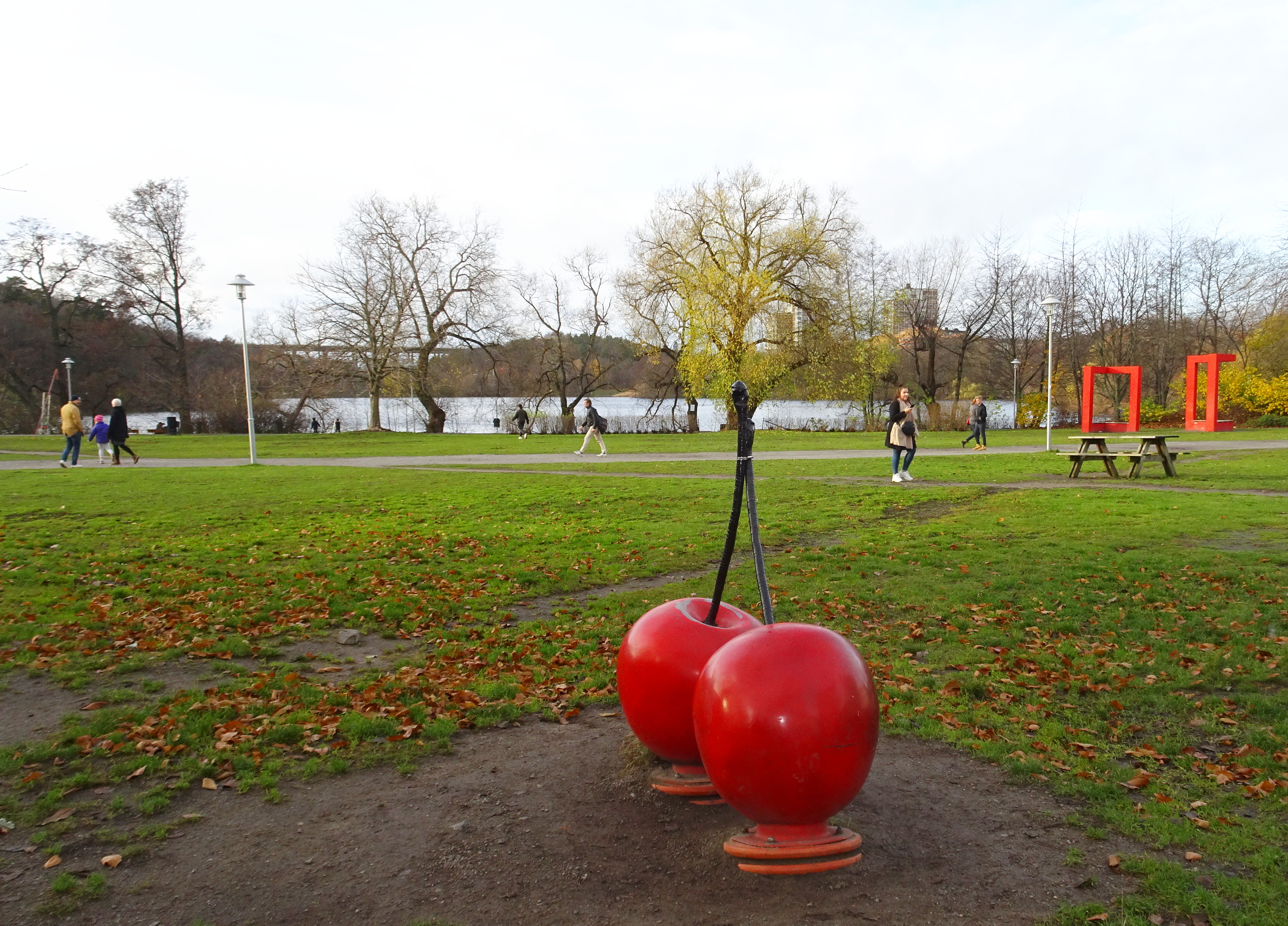
Trekantsparken med sjön Trekanten i bakgrunden, november 2020.

Trekantsparken ligger i stadsdelen Liljeholmen i södra Stockholm. Parken har sitt namn efter sjön Trekanten vid vars östra sida den är belägen I parken finns Fruktlekparken och Liljeholmens utegym.
I områdets södra del hade Liljeholmens Kabelfabrik sin verksamhet innan man 1929 flyttade till Västberga industriområde. Trekantsparkens föregångare var Trekantsplan som fick sitt namn på 1950-talet och låg direkt söder om kvarteret Rosteriet. Nuvarande Trekantsparken anlades på 1980-talet och var då ett grönområde med några promenadvägar. 
I samband med att Stockholm var Kulturhuvudstad 1998 upprustades parken. På östra delen, nedanför Liljeholmstorget, inrättades Fruktlekparken med lekredskap i form av skulpterade frukter kallade Sebastians lekfulla frukter och formgivna av konstnären Johan Ferner Ström. Närmare sjön märks den klarröd målade sommarpaviljongen En Röd som uppfördes av JM. Idén till sommarpaviljonger i Stockholms parker kom från före detta borgarrådet Carl-Erik Skårman. Enigt honom skulle paviljongerna "vara en plattform för spontana mera folkliga kulturyttringar och bidra till en stämning av fest och uppsluppenhet".
År 2016 utökades Trekantsparkens utrustning med ett Liljeholmens utegym, som ligger i parkens södra del. Redskapen är byggda i trä, har olika svårighetsgrader och är anpassade för personer med olika behov och förutsättningar. Intill finns sittplatser och möjlighet att spela boule samt ett kaffe. Genom parken passerar den 1.75 kilometer långa promenadslingan runt Trekanten som är en del av Hälsans stig vilken går genom stadsdelarna Liljeholmen och Gröndal.

## Bildgalleri

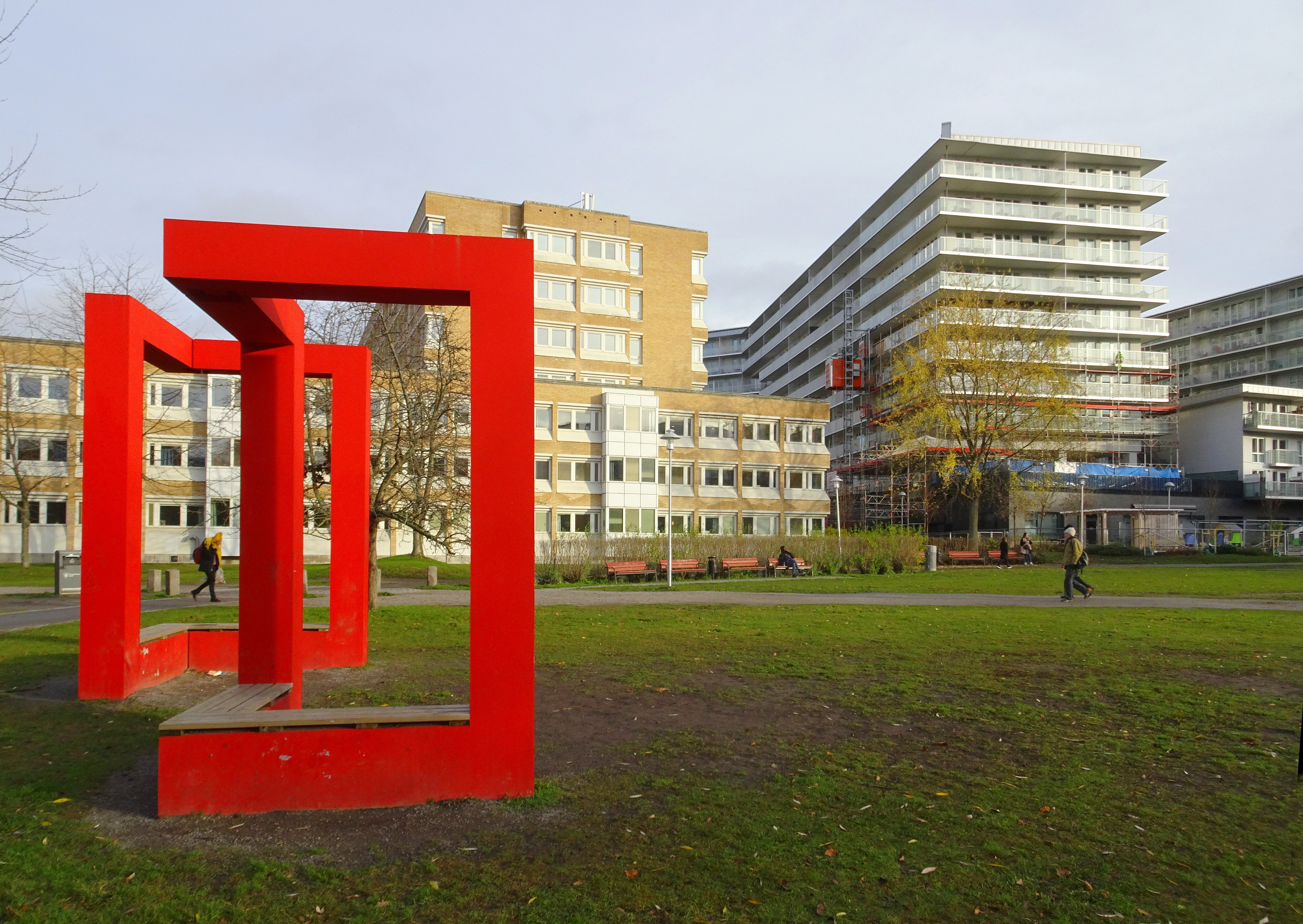
Sommarpaviljongen "En Röd"
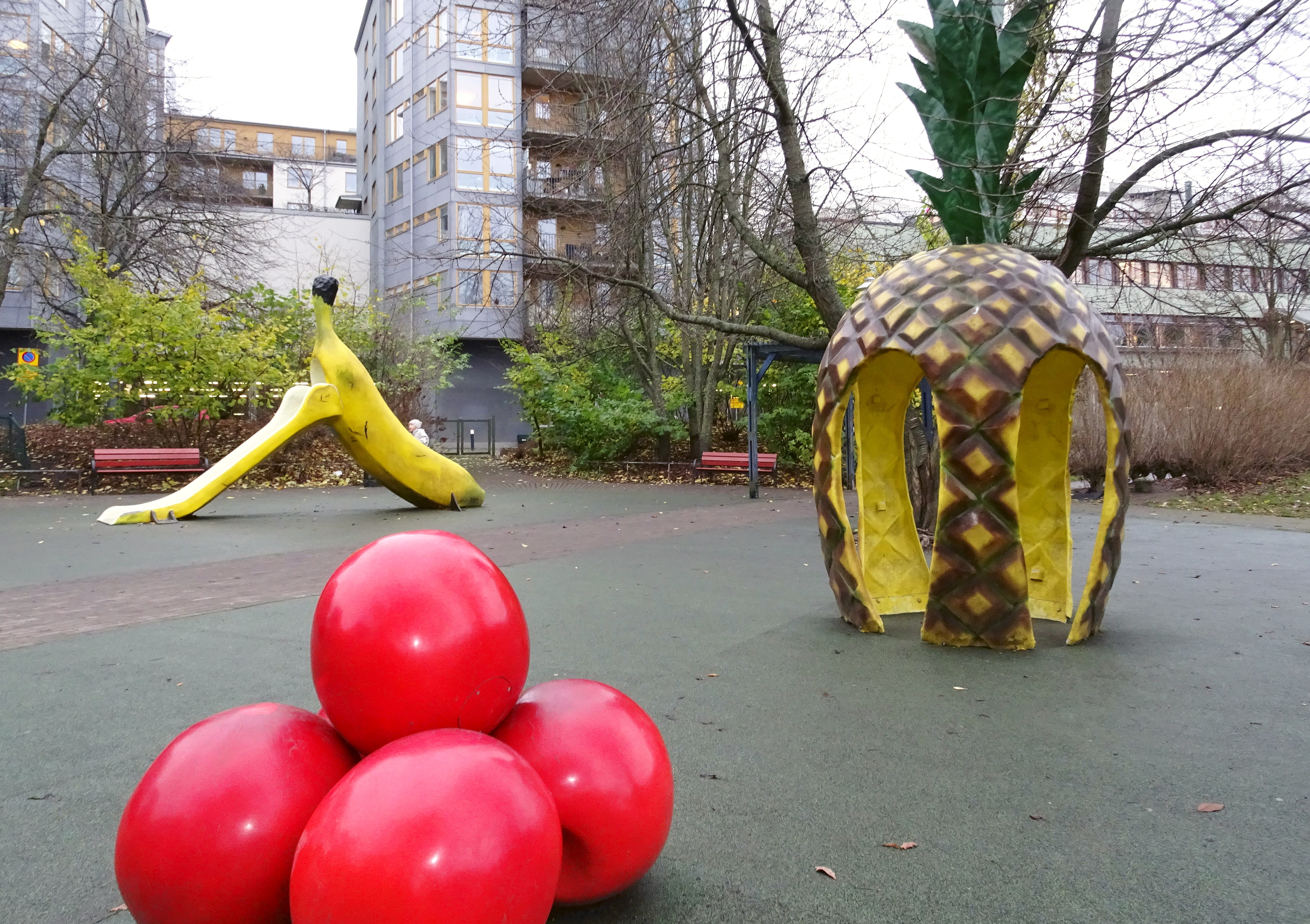
Fruktlekparken med skulpturer av Johan Ferner Ström
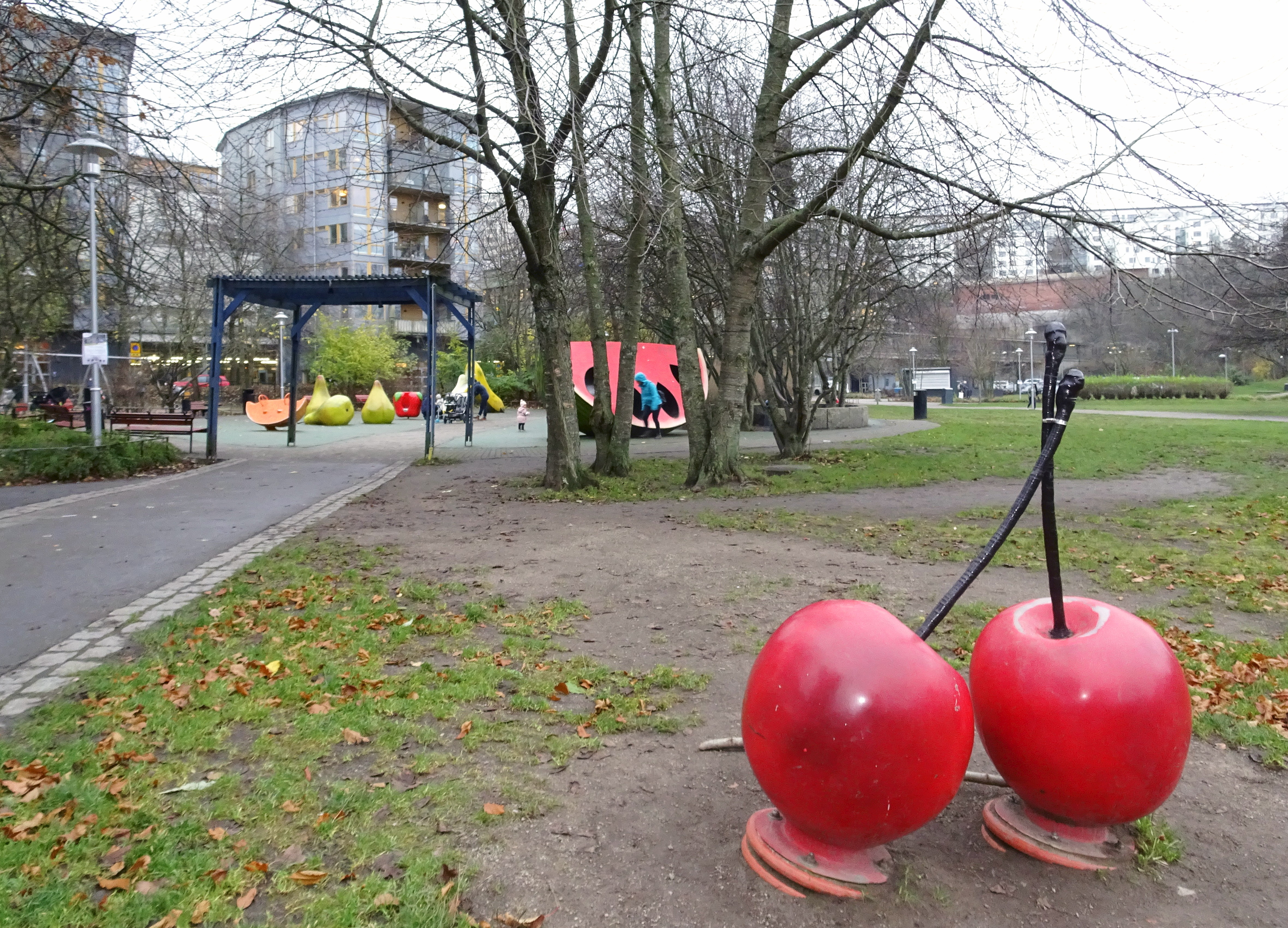
Parken med Fruktlekparken i bakgrunden
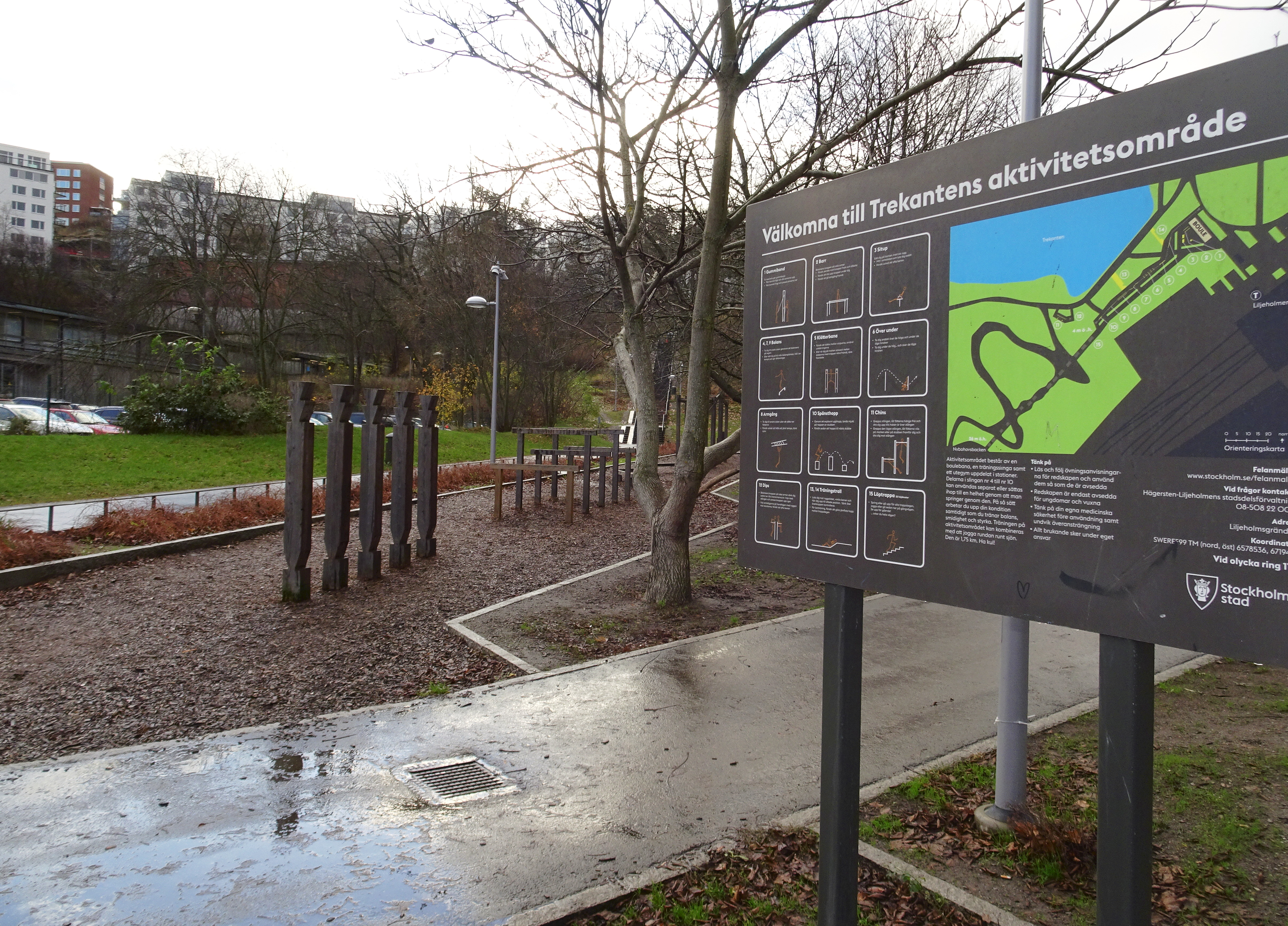
Trekantsparkens aktivitetsområde